# 안젤로 바달라멘티
안젤로 바달라멘티(Angelo Badalamenti, 본명: 안젤로 다니엘 바달라멘티, Angelo Daniel Badalamenti, 1937년 3월 22일 - 2022년 12월 11일)는 미국의 작곡가이자 편곡가로 영화 음악, 특히 트윈 픽스 TV 시리즈인 블루 벨벳(Blue Velvet, 1986), 스트레이트 스토리(1999), 멀홀랜드 드라이브(2001) 등 데이비드 린치 감독과의 공동 작업으로 호평을 받은 악보로 가장 잘 알려져 있다.
바달라멘티는 또한 크리스마스 대소동(1989), 잃어버린 아이들의 도시(1995), 홀리 스모크 (영화)(1999), 인게이지먼트 (영화)(2004) 등의 영화의 작곡을 맡았고 줄리 크루즈(린치와 공동 작업), 니나 시몬, 셜리 배시, 펫 숍 보이스, 더스티 스프링필드, 메리앤 페이스풀, 데이비드 보위, 팀 부스, 수지 수와 돌로레스 오리오던 등과 함께했다.
1990년 반달라멘티는 제32회 연례 그래미 시상식에서 "트윈 픽스 테마"(Twin Peaks Theme)로 최우수 팝 기악 연주 부문 그래미상을 수상했다. 그는 2008년에 월드 사운드트랙 어워드(World Soundtrack Awards) 아카데미로부터 평생 공로상을 받았으며, 2011년에는 ASCAP(미국 작곡가, 작가 및 출판 협회)로부터 헨리 만치니(Henry Mancini) 상을 받았다.